# Universidad de Kurdistán Hewlêr
La Universidad de Kurdistán Hewlêr (en kurdo: Zankoy Kurdistan – Hewlêr) es una institución educativa en Erbil (kurdo: Hewlêr) en la Región del Kurdistán al norte de Irak. UKH fue la quinta universidad pública que se abrió en la región del Kurdistán iraquí. Fue establecida en 2006.  La universidad es una nueva iniciativa en la región federal del Kurdistán en Irak, financiada por el Gobierno Regional del Kurdistán (GRK). El rector fundador fue Abbas Vali, seguido de Robin Brimms, Serwan Baban y luego Sherzad Al-Najjar (actuando como  vicerrector). El medio de instrucción y la investigación es el Inglés y la mayoría de su personal está conformado por académicos reconocidos internacionalmente.